# Valle Spluga (azienda)
Valle Spluga S.p.A. è un'azienda alimentare italiana fondata a Gordona, in provincia di Sondrio nel 1967, nota per allevare e commerciare il galletto.

## Storia
Fondata da Dante Milani, piccolo imprenditore di Lecco, Valle Spluga opera di fatto con un solo prodotto: il galletto; inizialmente denominato "galletto amburghese", la specifica "amburghese" è stata poi eliminata. Questo prodotto avicolo, noto in Francia con il nome di Coquelet, in Germania come Stubenküken e, nei paesi di lingua inglese come Cornish game hen, è stato introdotto sul mercato italiano nel 1972 da Valle Spluga, al tempo piccolo produttore di pollame ordinario.
La scelta iniziale di una strategia di marca, voluta dal figlio di Dante, Marco Milani, e al tempo unica sul mercato nazionale e sostenuta da una politica di prezzo fisso in tutto il paese, ha generato la notorietà dello Scudetto Rosso Valle Spluga.
In azienda opera già da tempo la terza generazione Milani, con Dante, figlio di Marco e con lo stesso nome del fondatore.

## Prodotti
Il Galletto prodotto dall'azienda Valle Spluga Spa ha 3 diverse tipologie:

- Galletto Vallespluga: con peso intorno ai 500 grammi
- Galletto Valtellina: con peso medio intorno ai 600 grammi
- Galletto Vallespluga in rete: con peso intorno ai 560 grammi, destinato principalmente a negozi Gourmet e alle Gastronomie